# Petre Sucitulescu
Petre Sucitulescu (1914 – 20 settembre 1941) è stato un calciatore rumeno, di ruolo difensore.